# Velikan Gorjan v Poljanski dolini
Pripoved Velikan Gorjan v Poljanski dolini je objavljena v zbirki Slovenska bajke in pravljice, ki je izšla leta 1999 v samozaložbi Dušice Kunaver, ki je zbirko tudi pripravila in uredila.

## Vsebina
Včasih so bili Poljanci veliki siromaki, redki dnevi so bili, ko so si v pečeh pekli kruh, saj noben kmet ni uspel pridelati dovolj zrnja. Nad Poljanami v gorah pa je živel velikan Gorjan. Zasmilili so se mu otroci, ki bi radi jedli kruh, pa ga niso imeli. Zato je prišel v dolino in pomagal kmetom orati in sejati; nadomestil je vprežno živino. Ko je prišlo poletje, so Poljanci res poželi toliko pšenice, da so z zrnjem napolnili vse kašče. Ker je bilo to leto kruha na pretek, so postali prevzetni - kruh so metali psom, v prepirih so se obmetavali s kruhom ... Velikan je bil nad njihovim početjem razočaran, saj jim je vendar pomagal sejati, oni pa kruh sedaj mečejo po tleh. Opozoril jih je, naj tega ne počnejo, poni pa so se mu smejali, češ, saj imajo njega, ki bo naslednjič spet sejal in oral, da bo kruha zopet na pretek. Toda ko je napočil čas oranja, so velikana zaman čakali in vabili. Ostal je v gorah in zaradi prejšnjih dejanj Poljancev ni hotel pomagati pri sejanju pšenice.